# GP (álbum)
GP es el nombre del cuarto álbum de estudio del cantante chileno Gepe, lanzado el 24 de octubre de 2012. Fue nominado al premio Altazor 2013 como Mejor Álbum Pop o Balada, y elegido por la página mexicana LifeBoxset.com como uno de Los 25 mejores discos de 2012.

## Lista de canciones
| GP  |                                                            |       |          |  |
| N.º | Título                                                     | Autor | Duración |  |
| 1.  | «En la naturaleza (4-3-2-1-0)» (con Pedropiedra)           | Gepe  | 3:22     |  |
| 2.  | «Fruta y té»                                               | Gepe  | 2:54     |  |
| 3.  | «Con un solo zapato no se puede caminar»                   | Gepe  | 2:45     |  |
| 4.  | «Bacán tu casa»                                            | Gepe  | 4:19     |  |
| 5.  | «Libre»                                                    | Gepe  | 3:28     |  |
| 6.  | «Campos magnéticos»                                        | Gepe  | 3:37     |  |
| 7.  | «Lluvia, diente, lluvia»                                   | Gepe  | 1:39     |  |
| 8.  | «Bailar bien, bailar mal» (con Carla Morrison)             | Gepe  | 3:45     |  |
| 9.  | «Platina»                                                  | Gepe  | 3:39     |  |
| 10. | «Bomba chaya»                                              | Gepe  | 3:07     |  |
| 11. | «Un gran vacío» (incluye el track oculto "En el bolsillo") | Gepe  | 6:01     |  |

## Personal
- Gepe: Voz, batería, guitarra acústica, teclados, programaciones, percusiones y mandolina.
- Cristián Heyne: Bajo eléctrico y programaciones.
- Gonzalo Yáñez: Guitarra eléctrica y charango.
- Felicia Morales: Violoncello.
- Carlos Segovia: Trombón.
- Gerardo Suazo: Tuba.
- Pedropiedra: Voz en «En la naturaleza (4-3-2-1-0)» y Guitarra eléctrica.
- Carla Morrison: Voz en «Bailar bien, bailar mal».

Grabación (1)
- Cristián Heyne: producción
- Jim Brick: Masterización (Absolute Studios, Nueva York.)
- José Ignacio Jaras: Ingeniero de grabación.
- Pablo "Papindie" Infante: Edición adicional ProTools.

 (1) Grabado en Santiago de Chile en 2012, excepto voz de Carla Morrison en «Bailar bien, bailar mal» grabada por Ernesto Kong en "Estudios Kong" en México DF.

## Lanzamiento
| País             | Fecha                 | Formato | Discografía               | Edición  |
| ---------------- | --------------------- | ------- | ------------------------- | -------- |
| Bandera de Chile | 24 de octubre de 2012 | CD      | Quemasucabeza/Feria Music | Estándar |
| Bandera de Perú  | Mayo de 2013          | CD      | Mamacha Productions       | Estándar |